# Toni Gardemeister
Toni Gardemeister (* 31. březen 1975 Kouvola) je finský rallyeový jezdec.

## Kariéra

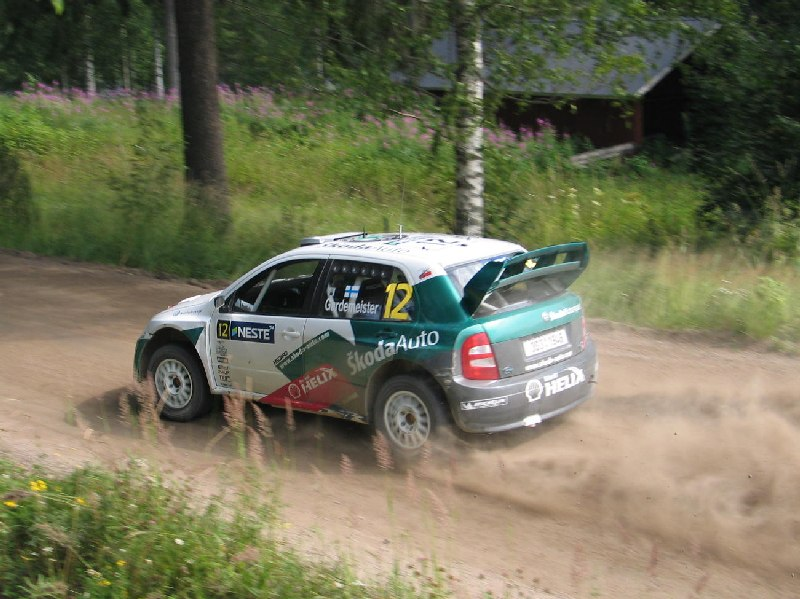
sezona 2004 ve Fabii

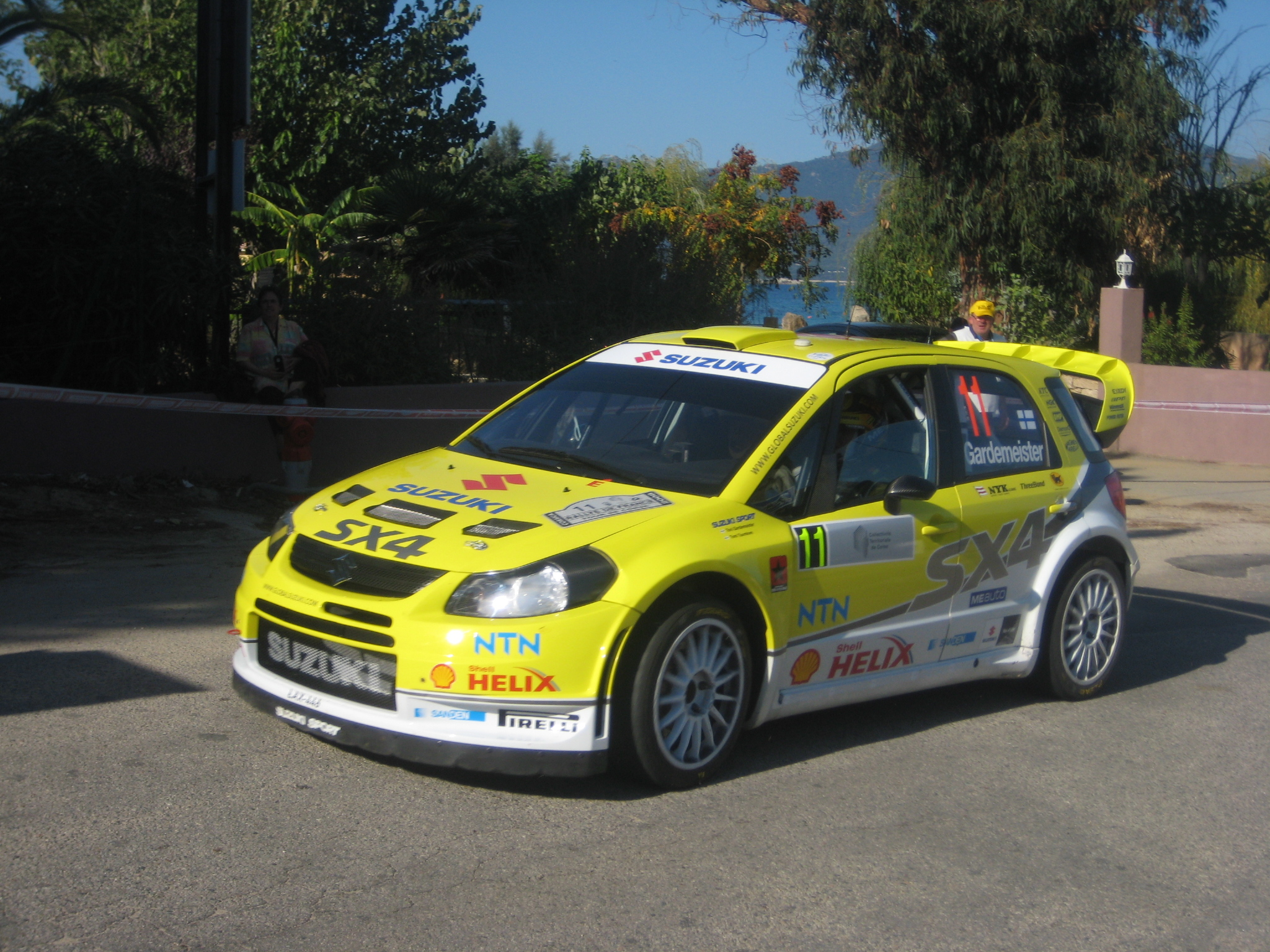
S vozem Suzuki SX4 WRC

Se závoděním začal již v osmnácti letech. Již v počátcích kariéry porážel jezdce jako Harri Rovanpera nebo Tapi Laukanen, což byli úspěšní jezci domácího mistrovství. Na start domácí soutěže mistrovství světa se poprvé postavil v roce 1996. Do cíle nedojel, ale startoval ještě v Británii kde dojel šestnáctý. Pro následující sezonu startoval s vozem Nissan Sunny GTI a vyhrál titul mistra Finska ve své kategorii. Startoval opět na Finské rallye a skončil třetí ve své třídě. V sezoně mistrovství světa v rallye 1998 startoval se čtyřmi různými vozy jako třetí jezdec. Po dobrých výsledcích jej angažoval tým Seat Sport na zbylé podniky s vozem Seat Ibiza Kit Car. Pro sezonu mistrovství světa v rallye 1999 měl být členem továrního týmu Nissan, ale ten ukončil sportovní činnost. Startoval tedy s Ibizou v britském mistrovství a vybraných podnicích Mistrovství světa. Díky dobrým výsledkům jej tým nominoval pro start s vozem Seat Cordoba WRC na podniky Rallye Nový Zéland 1999 a Finská rallye 1999. V následující sezoně se tak stal továrním jezdcem s kompletním programem. Tato sezona ale byla pro tým Seat Sport poslední.

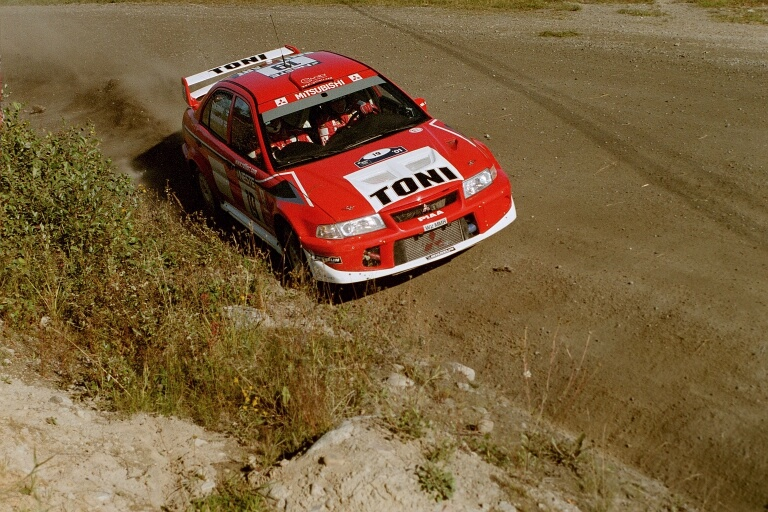
ve voze Mitsubishi Lancer

V roce 2001 startoval jen dvakrát se soukromým vozem Peugeot 206 WRC a dvakrát s továrním vozem Mitsubishi Lancer EVO VI. Pro sezonu mistrovství světa v rallye 2002 jej angažoval tým Škoda Motorsport. Jeho týmovým kolegou byl Kenneth Eriksson a o rok později Didier Auriol. v této sezoně jezdci vyvíjeli nový typ Škoda Fabia WRC.
Pro sezonu mistrovství světa v rallye 2005 přestoupil do týmu Ford M-Sport a jeho týmovým kolegou byl opět Roman Kresta. Sezonu začal dvěma druhými a jedním třetím místem. Dokončil druhý na Korsice, a nakonec tato sezona vedla k celkově čtvrtému místu.

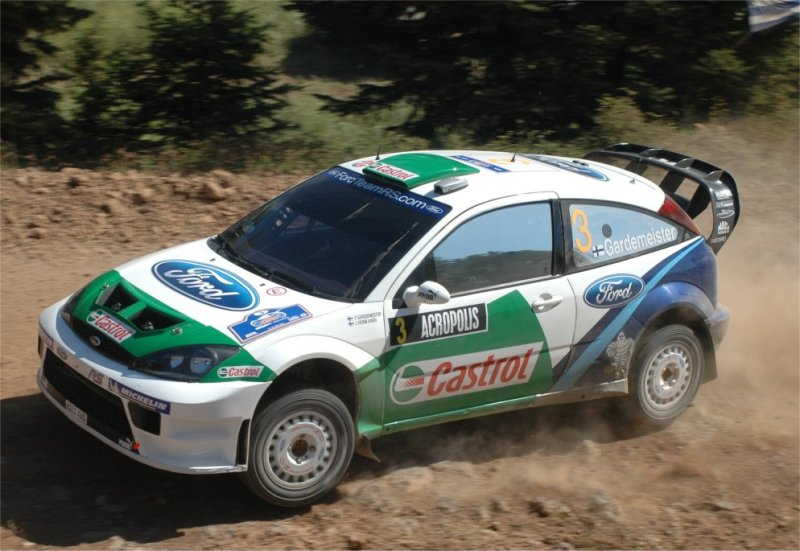
u továrního týmu Ford

V sezonách 2006 a 2007 startoval soukromě s vozy Citroën Xsara WRC, Peugeot 307 CC WRC a Mitsubishi Lancer WRC.
Pro sezonu mistrovství světa v rallye 2008 se stal továrním jezdcem týmu Suzuki World Rally Team. Dojížděl na bodovaných místech a získal pro tým i první vítězství na rychlostní zkoušce. Tým ale po roce svoje působení v rallye ukončil. Od roku 2009 se tak Gardemeister nepravidelně účastní podniků šampionátu Intercontinental Rallye Challenge nebo Mistrovství světa v rallye. Většinou startoval s vozem Fiat Grande Punto Abarth S2000 a později s Fabií S2000.